# 明治二十九年法律第六十三号ノ有効期間ニ関スル法律
明治二十九年法律第六十三号ノ有効期間ニ関スル法律（めいじにじゅうきゅうねんほうりつだいろくじゅうさんごうのゆうこうきかんにかんするほうりつ、旧字体：明治二十九年法律第六十三號ノ有效期間ニ關スル法律、明治38年3月8日法律第42号）は、当時日本内外の情勢に鑑み、台湾ニ施行スヘキ法令ニ関スル法律（明治29年法律第63号）の有効期限後においても当分その効力を存続することに関する日本の法律である。
1905年（明治38年）に成立し、同年3月8日に公布され、同年3月28日に施行した。

## 沿革

### 背景

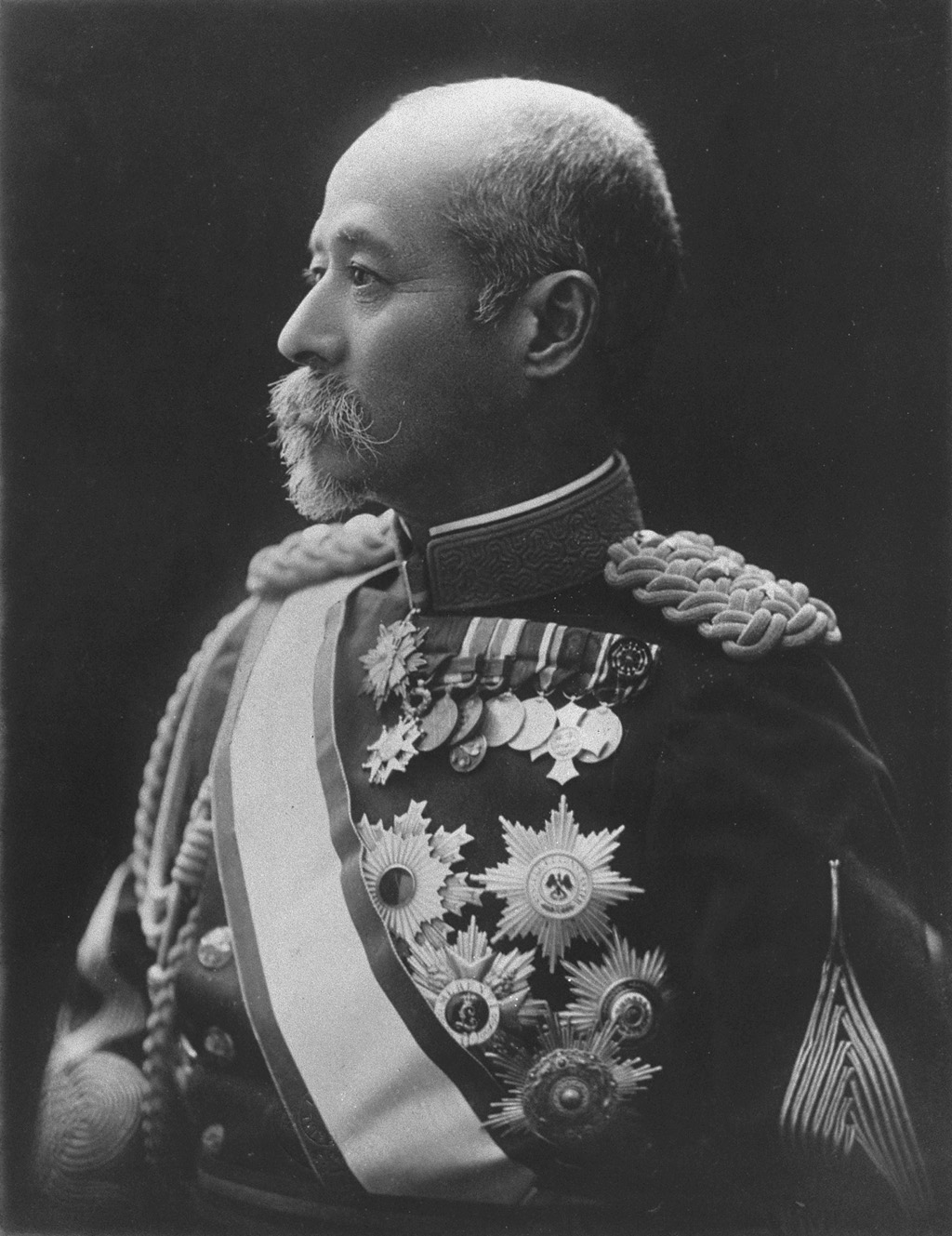
児玉源太郎（1852 - 1906）。児玉が日露戦争に召集されたことが、本法の制定される要因となった。

日本は、1895年（明治28年）に発効した下関条約により、清から台湾全島及びその附属諸島嶼並びに澎湖列島（以下「台湾地域」と総称する。）の割譲を受けた。台湾ニ施行スヘキ法令ニ関スル法律は、日本が台湾地域を統治するため、遠隔地、交通の不便、その他の地域（日本内地）との人情風俗との差異その他の事情を鑑み、台湾総督に命令発布権を委任し、日本内地と同様の法律を直接に施行することとせず施行の必要のある法律を都度勅令をもって定めることとしたものである。台湾ニ施行スヘキ法令ニ関スル法律は、成立当時3年を期限とした限時法であったが、当該期限になってもなお当該法律を台湾地域に適用することを要するため、1899年（明治32年）に期限を1902年（明治35年）3月31日まで延期とすることとした。その後、台湾ニ施行スヘキ法令ニ関スル法律は、当該延長期限後においてもなお必要であったことから、期限を1905年（明治38年）3月31日まで再度延期とすることとした。日本の内閣は、再延期について帝国議会の協賛を求める課程で、再延期期間が終了するときには台湾地域の統治に適当な規定を創設することを言及していたが、結果は再延期の期限が差し迫る中でも当該規定の完成を見ず、更に台湾総督の児玉源太郎が日露戦争に出征することとなり、再延期後の期限までに当該規定を完成させることが事実上不可能な事態に陥った。
再延期後の期限が間近に迫った内閣は、なお時局に鑑みて更なる延期を行う必要と判断した結果、日本が平和を克復した後に児玉が帰朝した上で当該規定が創設されるまでの間、台湾ニ施行スヘキ法令ニ関スル法律の再々延期すべく、本法を立案することとした。

### 立案から施行まで
法制局において立案し、明治38年法制局庁第4号として1905年2月6日に上申された本案は、明治38年局甲第2号として閣議に付され、帝国議会に提出することを閣議決定し、同日内閣総理大臣の桂太郎から明治天皇に本案を帝国議会の議に付す旨を上奏した。上奏された本案は、同日明治天皇により裁可され、同年2月10日に桂及び内務大臣の芳川顕正により帝国議会に提出された。
1905年2月16日に開催された衆議院本会議において第一読会が開かれた本案は、芳川の趣旨説明後、関直彦及び花井卓蔵による芳川への質疑が行われ、恒松隆慶により松田正久衆議院議長指名の計18名の委員による委員会に付託する旨の動議が出され、その旨異議なく決定された。同年2月17日に開催された第21回帝国議会衆議院明治二十九年法律第六十三号ノ有効期間ニ関スル法律案委員会では、委員長及び理事の互選が行われ、大岡育造が委員長に、花井及び西村丹治郎が理事にそれぞれ当選した。同年2月18日に開催された当該委員会では、芳川からの提案理由説明後、大石正巳による桂及び台湾総督府民政長官の後藤新平への質疑、花井による後藤及び法制局長官の一木喜徳郎への質疑、浅野陽吉による一木への質疑が行われ、大石及び原田赳城からは賛成の、浅野及び花井からは反対の討論が行われた後、大岡から本案の賛否について反対する者の起立を求めたところ、起立者少数により本案は可決された。同年2月22日に開催された衆議院本会議では、第一読会の続きとして大石による委員会の経過及び結果が報告され、守屋此助による一木への質疑が行われ、竹越与三郎及び野木善三郎による賛成の、花井による反対の討論が行われた後、恒松から討論終結の動議が出され、その旨異議なく採択され、本案の討論が終結となった。続けて、恒松から直ちに第二読会を開く旨の動議が出され、松田から異議があるか諮ったところ、場内に異議がある旨の発言があったため、松田から直ちに第二読会を開くことに賛成の者の起立を求めたところ、起立者多数により、直ちに第二読会が開かれた。第二読会では恒松から委員長報告のとおり異議ない旨の発言があり、その旨異議なく決定され、恒松から直ちに第三読会を開く旨の動議が出され、松田から賛成者の確認が行われ、定期の賛成者があると認められ、直ちに第三読会が開かれた。第三読会では発言者はなく、これにより本案は第二読会の決議どおり確定した。
| 委員長 | 大岡育造 |
| 理事   | 西村丹治郎、花井卓蔵 |
| 委員   | 山本悌二郎、池松豊記、奥野市次郎、粕谷義三、栗原亮一、恒松隆慶、大石正巳、青地雄太郎、西村真太郎、原田赳城、森秀次、浅野陽吉、藻寄鉄五郎、横山一平、武藤金吉 |

1905年2月23日に開催された貴族院本会議において第一読会が開かれた本案は、芳川の趣旨説明後、本案の特別委員の選挙及び選定について徳川家達貴族院議長が行う旨決定された。同年2月24日に開催された明治二十九年法律第六十三号ノ有効期間ニ関スル法律案特別委員会では、政府委員である後藤からの趣旨説明後、曽我祐準及び有地品之允による台湾総督府参事官長の石塚英蔵及び後藤への質疑、紀俊秀による後藤への質疑が行われ、鮫島武之助から採決の動議が出され、黒田長成委員長から本案の賛否について賛成の者の挙手を求めたところ、総員挙手により全会一致で本案は可決された。同年2月25日に開かれた貴族院本会議では、第一読会の続きとして黒田による委員会の経過及び結果が報告され、西五辻文仲から読会省略の動議が出され、徳川から読会省略に賛成するものの起立を求めたところ、起立者多数により3分の2以上の賛成者と認め、読会は省略された。続けて、徳川から本案を原案どおり可とする者の起立を求めたところ、起立者多数により過半数と認め、本案は原案どおり確定した。
| 委員長   | 黒田長成                                                               |
| 副委員長 | 正親町実正                                                             |
| 委員     | 曽我祐準、名村泰蔵、有地品之允、紀俊秀、武井守正、鮫島武之助、磯辺包義 |

1905年2月25日に徳川から桂に対して天皇の裁可を奏請し、同年3月1日の閣議において徳川の上奏のとおり裁可を奏請することを決定し、同年3月7日に明治天皇による親署、御璽の捺印がなされ、本案が裁可された。天皇の裁可により、本案は法律として確定した。本法は、同年3月8日に官報によって公布され、法例（明治31年法律第10号）第1条の規定により、同年3月28日に施行した。

### 施行後

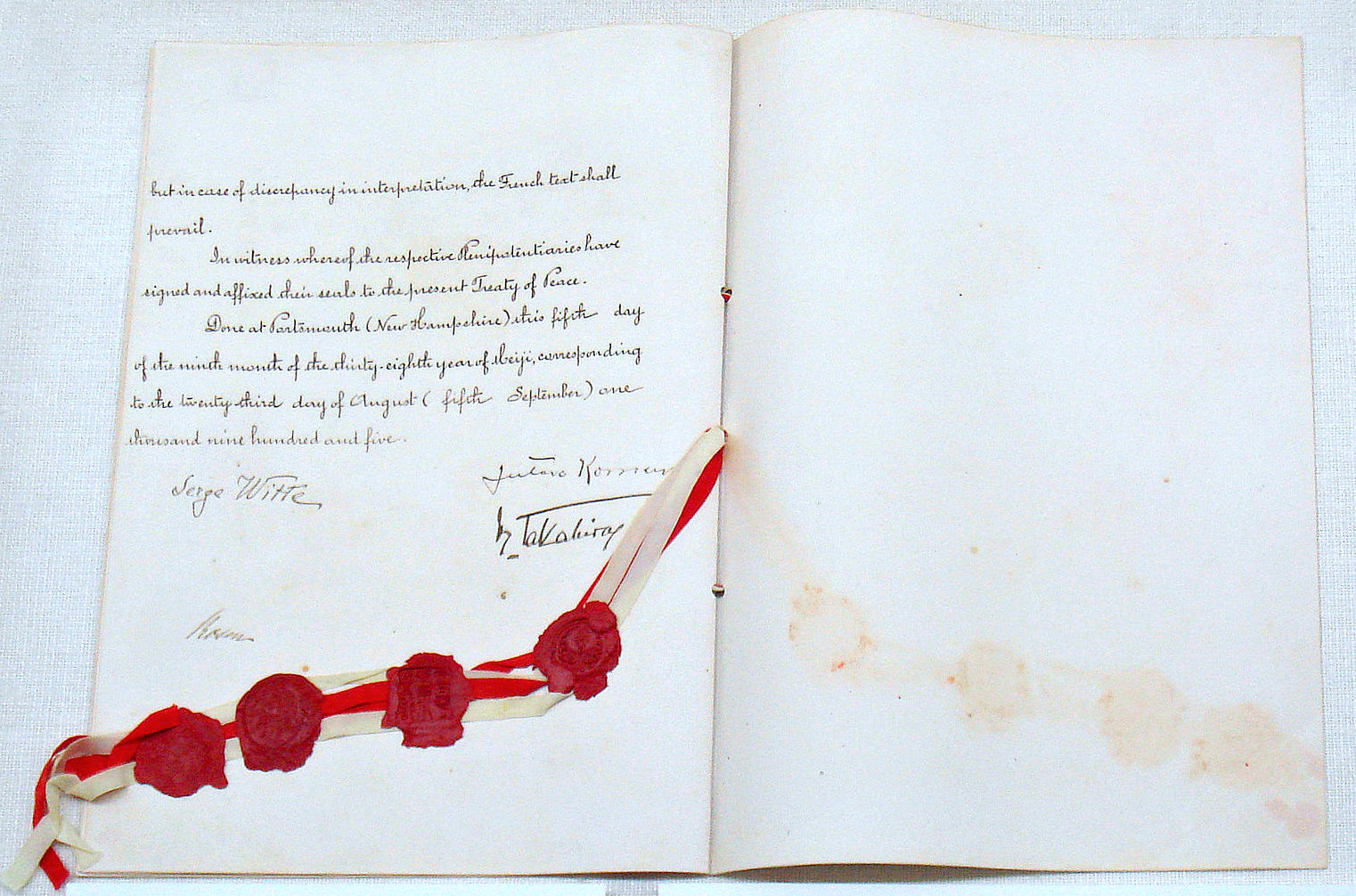
ポーツマス条約。本条約の発効により、「平和克復」が達成された。

本法の施行により、台湾ニ施行スヘキ法令ニ関スル法律の効力は、日露戦争講和の翌年末まで延長された。日露戦争の講和を規定したポーツマス条約が1905年11月25日に発効したことで、台湾ニ施行スヘキ法令ニ関スル法律の効力は、1906年12月31日までと確定した。その後、台湾ニ施行スヘキ法令ニ関スル法律が同日をもって失効したことで、その特例を規定する本法も同時に失効した。台湾ニ施行スヘキ法令ニ関スル法律の後継として定められた台湾ニ施行スヘキ法令ニ関スル法律（明治39年法律第31号）では、その施行前に台湾総督が発した律令についてなおその効力を認めたことにより、本法は、1905年4月1日から1906年12月31日までに台湾総督が発した次の律令の制定根拠の一つとしてその役割を担うこととなった。
- 外国裁判所ノ嘱託ニ因ル共助ニ関スル件（明治38年律令第2号）
- 台湾土地登記規則（明治38年律令第3号）
- 地方法院及其の出張所ノ管内ニ登記所設置ニ関スル件（明治38年律令第4号）
- 台湾土地登記税規則（明治38年律令第5号）
- 契税規則中改正ノ件（明治38年律令第6号）
- 明治三十三年律令第十二号中改正ノ件（明治38年律令第7号）
- 商事非訟事件印紙規則（明治38年律令第8号）
- 民事訴訟特別手続（明治38年律令第9号）
- 刑事訴訟特別手続（明治38年律令第10号）
- 法廷取締等ニ関スル件（明治38年律令第11号）
- 明治三十四年律令第十一号中改正ノ件（明治38年律令第12号）
- 明治三十二年律令第十九号中改正ノ件（明治38年律令第13号）
- 医薬用、工業用酒精戻税規則（明治38年律令第14号）
- 台湾種痘規則（明治39年律令第1号）
- 台湾浮浪者取締規則（明治39年律令第2号）
- 台湾度量衡規則（明治39年律令第3号）
- 台湾土地登記規則中改正ノ件（明治39年律令第4号）
- 明治三十七年律令第八号廃止ノ件（明治39年律令第5号）
- 明治三十五年律令第八号台湾汽船職員懲戒規則中改正ノ件（明治39年律令第6号）
- 台湾彩票ニ関スル件（明治39年律令第7号）
- 台湾輸出税及出港税規則中改正ノ件（明治39年律令第8号）
- 明治二十九年法律第六十三号第三条ニ依リ土地台帳ニ清国人ヲ業主名義トスル場合ノ処分ニ関スル件（明治39年律令第9号）
- 台湾鉱業規則（明治39年律令第10号）
- 工業用酒精戻税規則（明治39年律令第11号）

1945年（昭和20年）10月25日、台湾地域の実効支配が日本から中華民国に移行したことで、律令の実質的効力が失われた。さらに、1952年（昭和27年）4月28日に発効した日本国との平和条約により、日本が台湾地域の権利、権原及び請求権を放棄したことで、律令の形式的な効力も失われた。これをもって本法の持つ役割は最終的に失われ、実効性を喪失した状態となっている。

## 解説

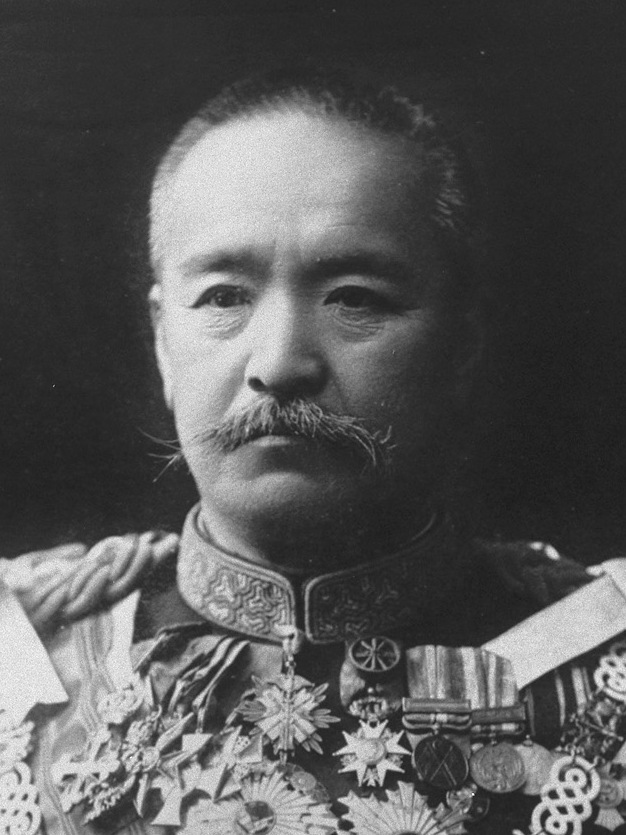
桂太郎（1848 - 1913）。本法に副署した内閣総理大臣。

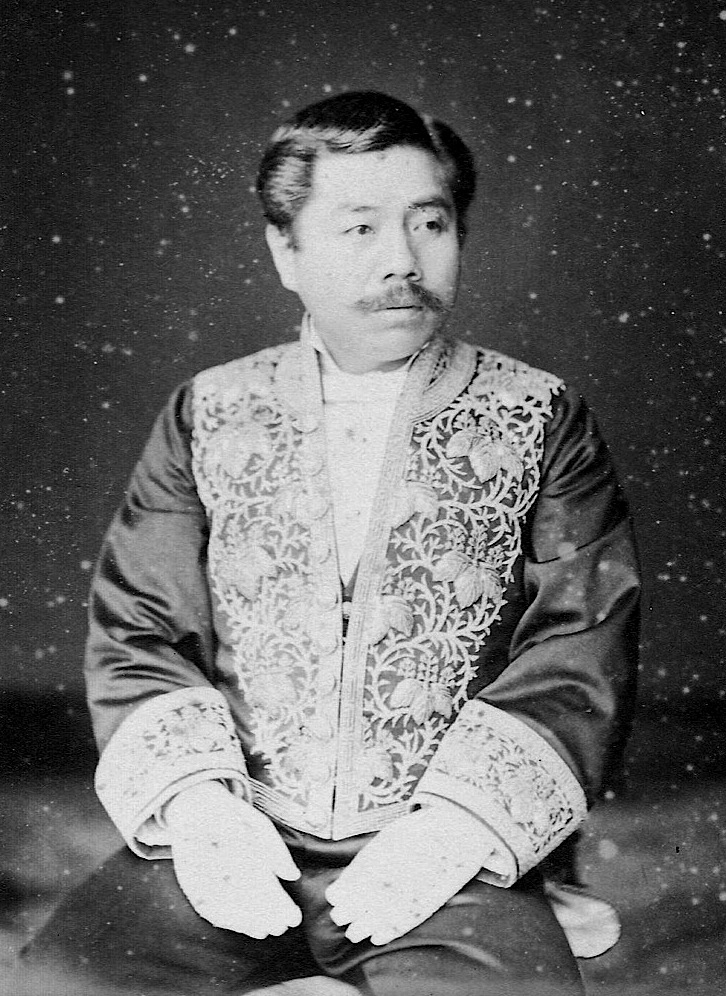
芳川顕正（1842 - 1920）。本法に副署した内務大臣。

### 制定方式
本法は、台湾ニ施行スヘキ法令ニ関スル法律の特例を定めた新規の法律である。
一般に、既存の法律の特例を規定する方法として、当該法律の一部を改正して特例を追加する方法と、別に法律を制定して特例を創設する方法の2通りが存在しており、本法に規定する特例は後者の方法を採用している。これら方法の差異は、主に設けようとする特例が既存の法律の趣旨又は目的を逸脱するか否かで判断される。本法が後者を択した理由は明らかでないが、本法の立法背景にある度重なる失効の延期等を踏まえ、本法に規定する特例が既に台湾ニ施行スヘキ法令ニ関スル法律の限時法とする趣旨から逸脱すると判断されたと外形的に判断することもできる。
既存の法律の特例の創設は、当該法律の規定を実質的に変更することとなる。一般に、天皇大権に基づく命令をもって法律の規定を変更することはできないことから、既存の法律の特例を含む本法は、勅令その他の命令ではなく、法律として制定される。なお、緊急勅令はその例外ではあるものの、本案立案時は第22回帝国議会の開会時期と一致しているため緊急勅令による特例の制定は不可能であり、会期後に緊急勅令を出すという選択肢を取ることもなかった。

### 逐条解説

20庁時期（本法制定時）の台湾地域の行政区分。台湾における本法の施行には各庁への到達を要した。

本法は、1文のみで構成されており、公布の際に上諭及び法律番号が付される。以下それぞれについて順次解説する。
本法の上諭には、帝国議会の協賛を経て天皇が本法を裁可した旨及び本法の件名が「明治二十九年法律第六十三号ノ有効期間ニ関スル法律」である旨が記され、その後に明治天皇の親署、御璽の捺印がなされ、本法の成立年月日である明治38年3月7日の記載並びに内閣総理大臣の桂及び内務大臣の芳川の副署がその後に付される。本法の件名は、本法が台湾ニ施行スヘキ法令ニ関スル法律の法律としての効力についてその期間を定めた新規の法律であることに由来する。台湾ニ施行スヘキ法令ニ関スル法律が法律番号で引用されているのは、当時題名が存在しない法律は、専ら法律番号によって引用することとされていたからである。本法の副署は、台湾に関する事務を掌る内務大臣が本法に係る天皇への輔弼の責任を有することを表している。
法律番号は、和暦年毎に毎年最初に公布される法律を第1号として順次第2号、第3号のように与えられる法律固有の識別番号である。本法の法律番号には、本法が明治38年に公布され、かつ、当該暦年の通算で42番目の法律であることが表されている。
本法は、題名を付さない。これは一時的な問題を処理するために制定されている比較的簡易な法令には題名を付さないのが通例であったためである。
本文は、本法の趣旨である台湾ニ施行スヘキ法令ニ関スル法律の期限後の効力について規定したものである。台湾ニ施行スヘキ法令ニ関スル法律は1905年3月31日まで法律としての効力を有することとされたが、本規定は、同年4月1日から平和が克復された年の翌年12月31日まで、なお法律としての効力を有することとと規定する。台湾ニ施行スヘキ法令ニ関スル法律第6条と本規定の規定との関係は、一般法と特別法の関係又は先法と後法の関係が成立しており、特別法優先の原理又は後法優先の原理により、同条の規定は適用されず、本規定が適用される。本文中の「平和克復」とは、当時日本とロシア帝国との間で朝鮮半島及び満州の権益をめぐり争われていた日露戦争の終結、即ち日露戦争の講和を規定するポーツマス条約の発効を指す。1904年に公布された非常事態税法では日露戦争の終結を要件として「平和克復」を用いており、本法も同法を例として用いたとされる。当該延長期間は、前述の背景のとおり、児玉が日露戦争に出征したこと等に伴い、明治29年法律第63号の後継となる台湾地域の統治規定の立案が滞っていたため、児玉が日本に帰朝した後、立案から制定までの期間を確保するためのものである。児玉でなければならない理由については、台湾地域の統治に適当な規定の立案にあたっては台湾地域の統治実績及び実情への知見を有している者にさせるべきであり、これらの条件に合致し、かつ、既に当該規定の起草中である児玉がすることが適当であると考えられたからである。
本法には附則がなく、本法の施行期日を定めた規定もないため、法律の施行期日に係る一般則を定めた法例の規定に基づいて本法の施行期日が決定される。即ち、日本内地については、公布の日である1905年3月8日から起算し満20日を経た日である同年3月28日が施行期日となり、台湾地域については、台湾地域の地方行政区分である各庁に到達した翌日より起算して7日を経た日に施行された。